# Ian Ruff
Ian Ruff   (16 de desembre de 1946) és un regatista australià, ja retirat, que va competir durant les dècades de 1960 i 1970.
El 1976 va prendre part en els Jocs Olímpics d'Estiu de Mont-real, on va guanyar la medalla de bronze en la categoria de Classe 470 del programa de vela. Va compartir vaixell amb Ian Brown.